# Anallacta undata
Anallacta undata es una especie de cucaracha del género Anallacta, familia Ectobiidae, orden Blattodea.

## Distribución
Se distribuye por África: Madagascar.

## Taxonomía
Fue descrita por Saussure en 1891 y publicada en Saussure. 1891. Soc. ent. 6.